# Spilosoma obliqua
Spilosoma obliqua är en fjärilsart som beskrevs av Walker 1855. Spilosoma obliqua ingår i släktet Spilosoma och familjen björnspinnare. Inga underarter finns listade i Catalogue of Life.

## Bildgalleri

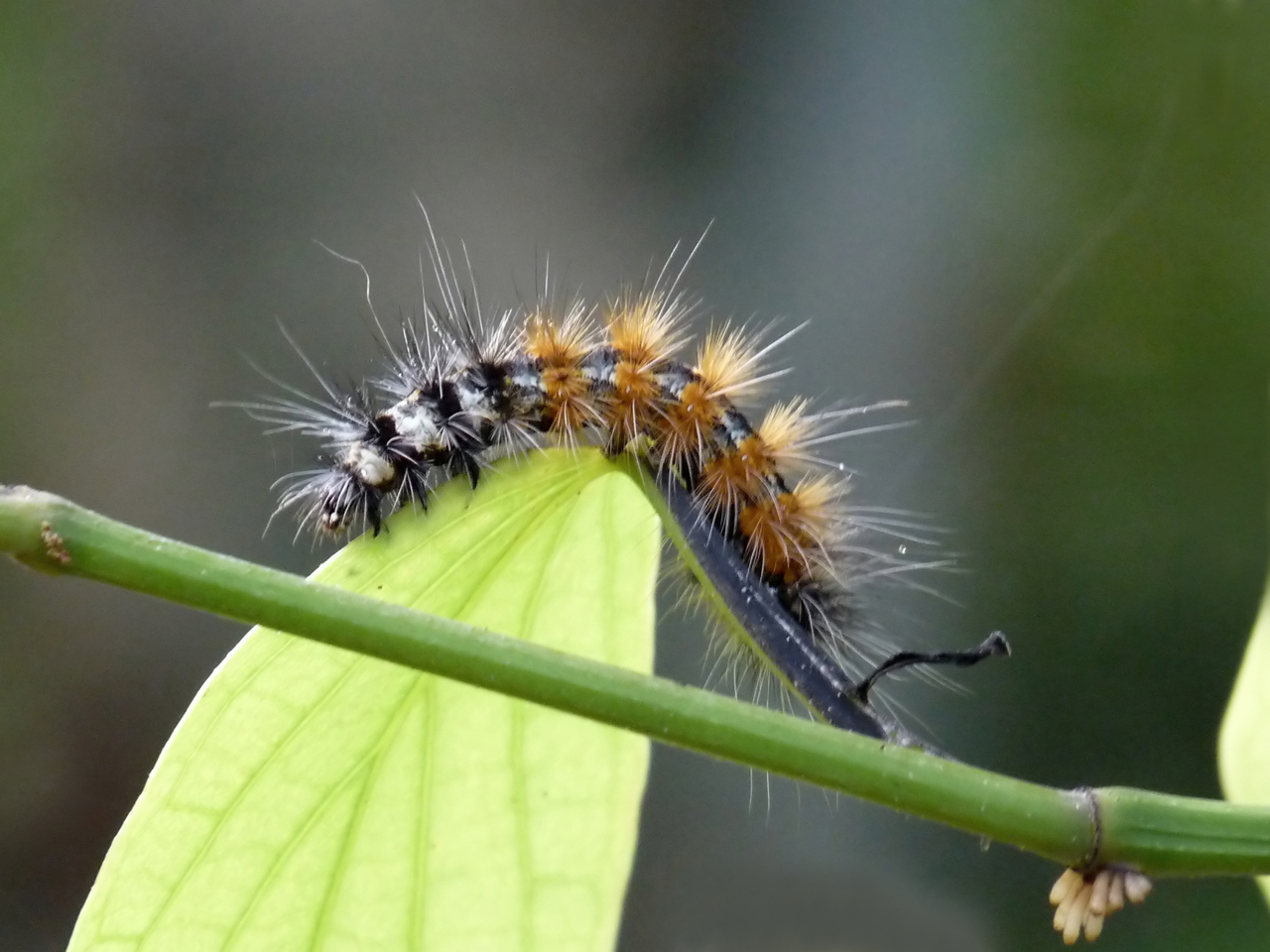
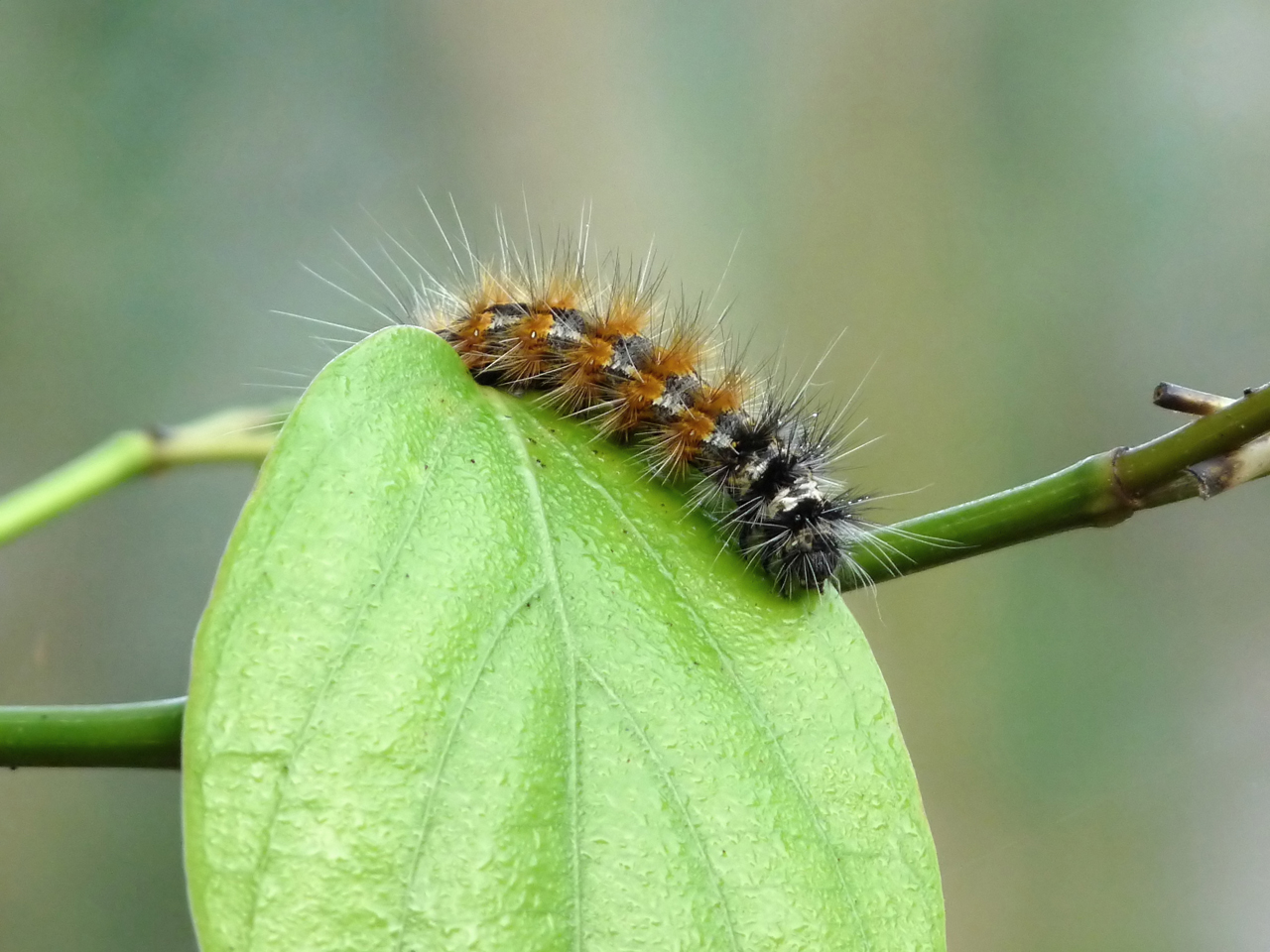
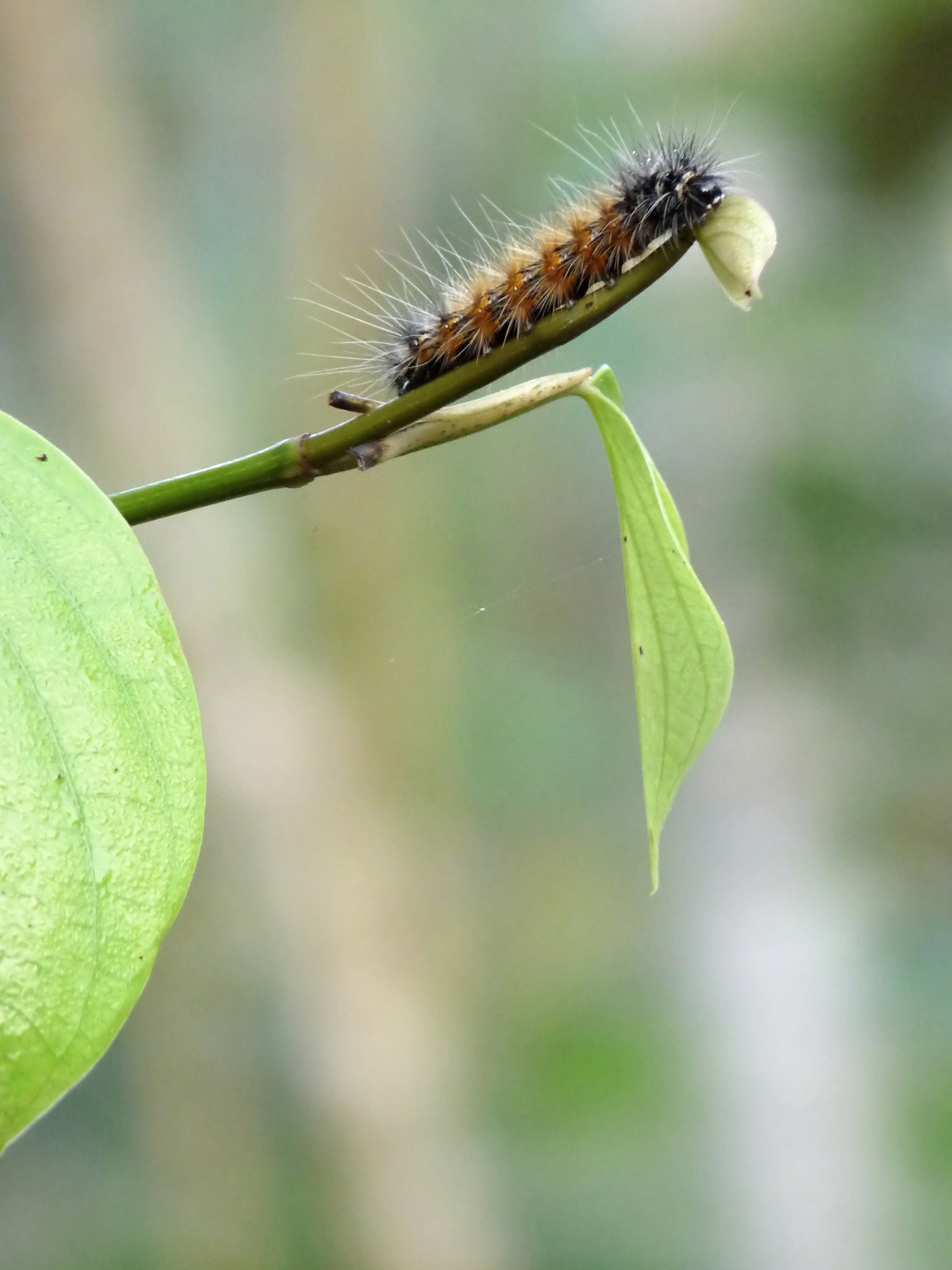
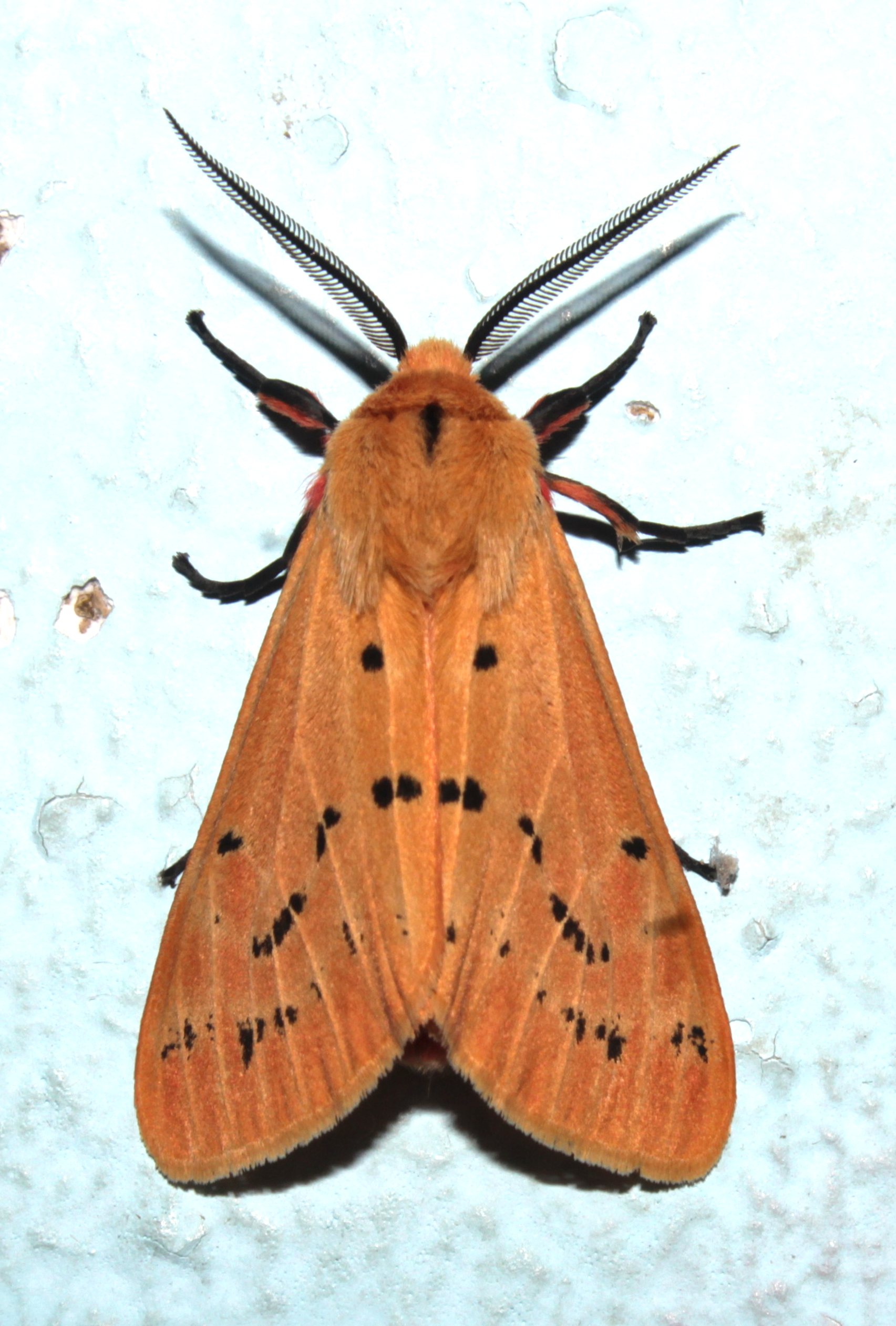